# Ефекат фреквенције речи
Ефекат фреквенције речи је психолошки феномен где су времена препознавања бржа за речи које се виде чешће него за речи које се виђају ређе. Учесталост речи зависи од индивидуалне свести о тестираном језику. Феномен се може проширити на различите знакове речи у неалфабетским језицима као што је кинески.
Реч се сматра високофреквентном ако се она обично користи у свакодневном говору, као што је енглеска реч „тхе“. Сматра се да је реч нискофреквентна ако се она не користи уобичајено, као што је реч „страит“. Неки језици као што је кинески имају више нивоа свакодневног говора који утичу на учесталост речи. Постоји учесталост на нивоу карактера или на нивоу речи. Постоји и ефекат фреквенције на ортографском нивоу. Речи са нижом фреквенцијом имају више користи од једног понављања него речи са више фреквенције.

## Методе за мерење
Већина студија које се баве ефектом фреквенције речи користе податке о праћењу очију. Када речи имају већу фреквенцију, читаоци се фиксирају на њих краће време. У једној студији, забележени су покрети очију учесника док су скенирали појединачне стимулусе у потрази за речима релевантним за тему. Истраживачи су користили Eyelink eye tracker да сниме покрете очију учесника. Утврђено је да је време читања дуже када се фокусира ради разумевања због повећаног просечног трајања фиксације. Резултати су показали да је читање ради разумевања уместо тражења одређених речи захтевало дуже фиксације на тексту.
Други метод који се користи за мерење ефекта фреквенције речи је електроенцефалограм (ЕЕГ). Резултати прикупљени коришћењем ЕЕГ података варирају у зависности од контекста речи. Очекиване речи или речи високе фреквенције показују смањен одговор Н400 на почетку реченице. Ова студија је открила да су предвидљиве речи показале нижу амплитуду Н400, али нису откриле значајан ефекат фреквенције. Потребно је више истраживања да би се видело како фреквенција утиче на ЕЕГ податке.
Трећи метод мерења ефекта фреквенције речи је време реакције. Време реакције се посебно користи када се чита наглас. Учесници изговарају речи које се разликују по учесталости што брже могу. Речи више фреквенције се читају брже од речи ниске фреквенције.